# 季奇基
49°28′32″N 24°30′35″E / 49.47556°N 24.50972°E
季奇基（烏克蘭語：Дички），是烏克蘭西部的村莊，隸屬伊萬諾-弗蘭科夫斯克州的伊萬諾-弗蘭科夫斯克區。該村始建於1440年，面積13.2平方公里，2001年人口278，人口密度每平方公里21.1人。